# Aloïse Corbaz
Aloïse Corbaz (Losanna, 28 giugno 1886 – Gimel, 5 aprile 1964) è stata una pittrice svizzera.

## Biografia
È stata un'artista molto acclamata di Art Brut e inclusa nella collezione iniziale di Jean Dubuffet sull'arte psichiatrica.
Benché avesse sognato di diventare cantante, trovò lavoro come insegnante  e governatrice alla corte del kaiser Guglielmo II di Germania. Mentre era qui sviluppò un legame ossessivo per il Kaiser che la portò al suo essere diagnosticata la schizofrenia per cui venne rinchiusa in un ospedale psichiatrico nel 1918.
Iniziò a dipingere e a scrivere poesie in segreto nel 1920 circa, ma la maggior parte del suo iniziale lavoro è stato distrutto. Il direttore dell'ospedale, Hans Steck, e il medico generico, Jacqueline Porret-Forel, iniziarono a mostrare interesse nel 1936 e il suo lavoro venne alla fine scoperto da Dubuffet nel 1947. Egli credette anche che Aloïse fosse guarita smettendo di lottare contro la sua malattia e scegliendo di coltivarla e farne uso.
Il suo lavoro è erotico, consistente soprattutto di belle donne con curve voluttuose e capelli fluenti frequentate da amanti in uniforme militare. Usò i colori vividi dei pastelli, delle matite e succo di fiori per riempire interi fogli. La sua compulsione a riempire ogni spazio sul foglio è un "horror vacui" molto simile a quello di Adolf Wölfli.

## Esposizioni
Nel 2012 la Collection de l'Art Brut e il Museo Cantonale d'Arte di Losanna hanno organizzato una personale a lei dedicata dal titolo Aloïse. Le ricochet solaire, con l'esposizione di 120 opere.
- 2009 "Aloïse" Watari Museum of Contemporary Art, Tokyo[3]
- 2012 "Aloïse, Le ricochet sauvage", Musée cantonal des beaux-arts de Lausanne
- 2012 "Aloïse" Galerie du Marché, Lausanne[4]
- 2015 "Aloïse Corbaz en constellation", LaM - Lille Métropole Musée d'art moderne, d'art contemporain et d'art brut, Villeneuve d'Ascq[5]